# Sidmar
Sidmar Antônio Martins (ur. 13 czerwca 1962) – brazylijski piłkarz występujący na pozycji bramkarza.

## Kariera klubowa
Od 1979 do 2017 roku występował w klubach Guarani FC, XV de Novembro Piracicaba, EC Bahia, Portuguesa, Grêmio, Shimizu S-Pulse, Fujieda MYFC.